# Rắn mai gầm Thành
Rắn mai gầm Thành (Calamaria thanhi) là một loài rắn trong họ Rắn nước. Loài này được Ziegler & Quyết mô tả khoa học đầu tiên năm 2005. Tính ngữ loài thanhi được đặt theo tên nhà động vật học Vũ Ngọc Thành.

## Phân bố
Đây là loài đặc hữu của Việt Nam, phân bố tại tỉnh Quảng Bình và khu vực giữa dãy Trường Sơn. Khu vực phân bố điển hình: cạnh vườn quốc gia Phong Nha - Kẻ Bàng, xã Dân Hóa, huyện Minh Hóa, tỉnh Quảng Bình.